# Capella de la Immaculada (Prats i Sansor)
La Capella de la Immaculada és una església del municipi de Prats i Sansor (Cerdanya) inclosa en l'Inventari del Patrimoni Arquitectònic de Catalunya, situada en el conjunt residencial que les Germanes Carmelites de Sant Josep varen fer construir i regenten des de la dècada de 1960 a la Tartera de Prats i Sansor.

## Descripció
És una capella neoromànica de pedra i llicorella. A l'interior l'absis és de pedra, les parets són pintades blanques amb arrimador de fusta. El sostre està sostingut per encavallades de fusta. El presbiteri està presidit per un Crist, a la dreta hi ha la imatge de Sant Josep i a l'esquerra la de la Mare de Déu del Carme, obres fetes per Cabelloso de Saragossa.

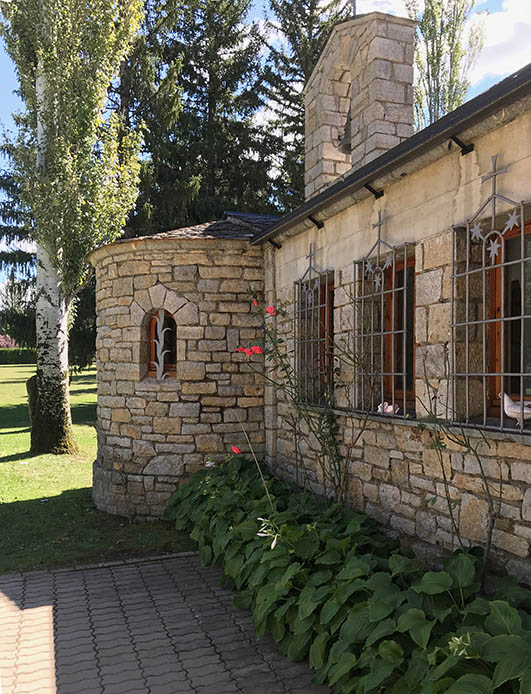
Capella de la Immaculada a Prats i Sansor, la Cerdanya
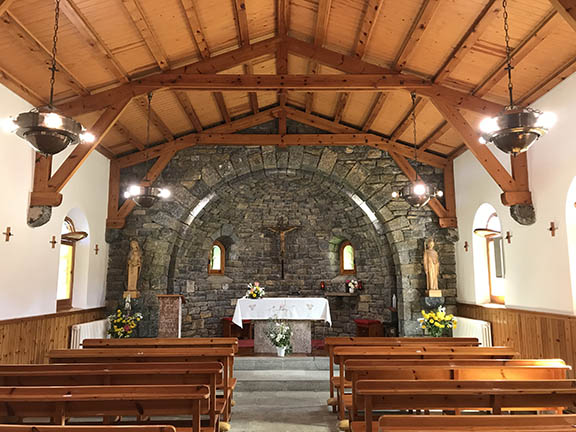
Interior de la capella

La residència és un conjunt d'edificacions, on cadascuna d'elles té assignada una funció específica pròpia d'una residència regentada per monges de l'Orde del Carmel. L'element més important quant al seu volum és el destinat a habitacions i sales pròpies d'aquests tipus d'establiment. Cal destacar també una torre de planta quadrangular que s'eleva per damunt de les altres construccions.
La comunitat de monges d'aquest convent pertany a l'Orde de les Carmelites de Sant Josep.